# Irving Place Theatre
Irving Place Theatre bylo mimobroadwayské divadlo v New Yorku, které stálo na rohu Irving Place (číslo domu 11) a 15. východní ulice (číslo domu 118) na Manhattanu.

## Historie
Divadlo bylo založeno z iniciativy prvního manažera Gustava Amberga pro německý divadelní soubor. Budova byla postavena za pouhé 4 měsíce ve španělsko-maurském slohu, provoz byl zahájen 1. prosince 1888. Hlediště mělo kapacitu 1100 diváků, rozměry jeviště činily zhruba 12 x 20 m. Opona původně pocházela z vídeňského divadla Carl-Theater a vytvořil ji Carl Joseph Geiger (Triumfální příjezd múz). Německému divadlu budova sloužila až do konce I. světové války a za tu dobu vystřídala tři názvy: Amberg German Theater, Amberg's Theatre a od roku 1893 Irving Place Theatre nebo Irving Place German Theatre. V letech 1907–1912 zde působil jako art director Alfons Mucha.

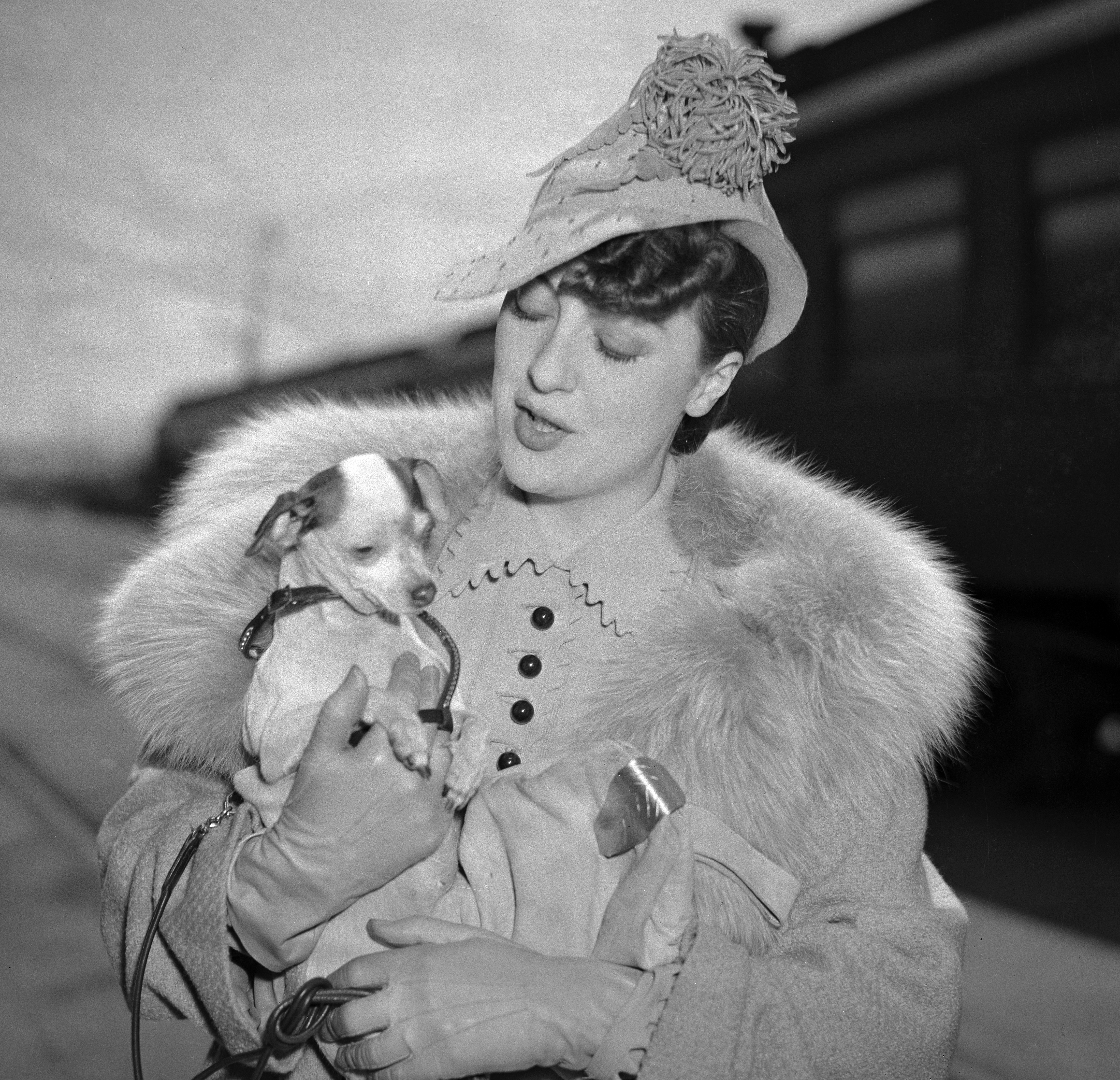
Intelektuální striptérka, herečka, zpěvačka a spisovatelka Gypsy Rose Lee v roce 1937.

V dalších letech se majitelé budovy často střídali a s nimi se měnilo i její využití. Po I. světové válce zde působilo Židovské umělecké divadlo Maurice Schwartze. Později budova sloužila divadlu burlesky a ve 30. letech ji proslavila Gypsy Rose Lee striptýzem. Později byl sál upraven na kino, v němž se roku 1942 dokonce konal jakýsi mezinárodní filmový festival, údajně první v USA. Promítaly se zde spojenecké, tedy francouzské a sovětské filmy. Roku 1962 byl celý blok domů včetně divadla přebudován na obchodní dům S. Klein. Roku 1985 noví majitelé celý blok zbourali, aby se uvolnilo místo pro mohutný obytný a administrativní komplex Zeckendorf Towers. Ten zde stojí dodnes.
Dne 13. listopadu 1912 měla v Irving Place German Theatre mimoevropskou premiéru hra Narrentanz židovského dramatika Leo Birinského.

## Dostupná zobrazení
Nejstarší dostupnou fotografii z roku 1895 od studia Byron Company vlastní ve svých sbírkách Muzeum města New Yorku.
- Fotografie divadla od studia Byron Company z roku 1895

Nedatovanou fotografii z časů divadla burlesky lze najít na webu Johna Clina:
- Fotografie divadla Glorified Burlesk Archivováno 17. 7. 2011 na Wayback Machine.

Významná fotografka Berenice Abbottová pořídila snímek budovy 8. září 1938 v rámci svého projektu Changing New York. Fotografii vlastní Muzeum města New Yorku a New York Public Library. Změna názvu divadla na Glorified Follies zřejmě vychází ze zákazu slova burleska po znovuzvolení starosty La Guardii.
- Fotografie od Berenice Abbottové ve sbírkách MCNY
- Fotografie od Berenice Abbottové ve sbírkách NYPL